# سيزار أمونسوت
سيزار أمونسوت مواليد 30 أغسطس 1985 في تاغبيلاران، الفلبين، هو ملاكم محترف فلبيني يصنف ضمن فئة وزن خفيف الوسط.

## إحصائيات
خاض خلال مسيرته 34 نزالا، فاز في 28 وتعادل في 3 وخسر في 3. فاز بالضربة القاضية في 17 نزالا.

## روابط خارجية
- سيزار أمونسوت على موقع بوكس ريك (الإنجليزية) (registration required)